# Creu de terme de Pinós
La Creu de terme de Pinós és una creu de terme del municipi de Pinós (Solsonès) inclosa a l'Inventari del Patrimoni Arquitectònic de Catalunya.

## Descripció

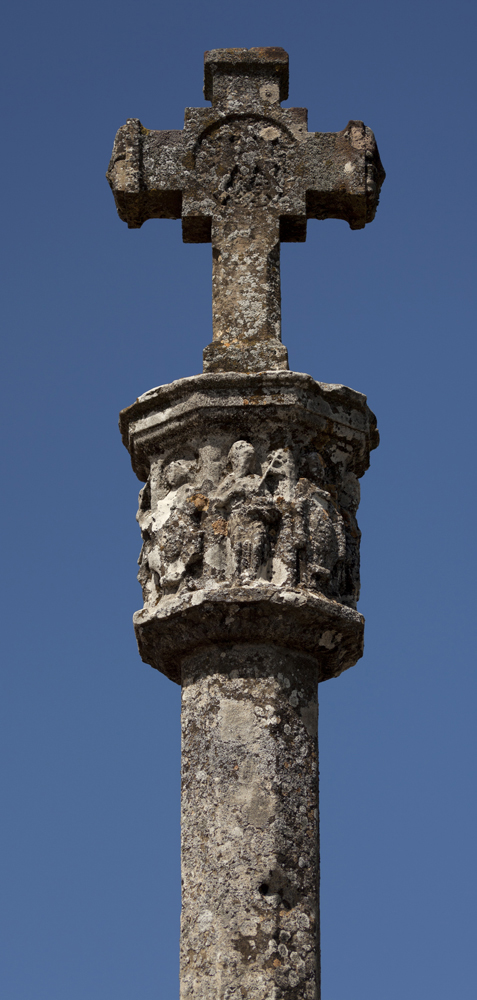
Fust, nus i creu

Creu de pedra llatina, col·locada sobre un octògon en cornises i sobrealçat en una pilastra de sis cares. Tot el conjunt de la creu reposa a partir del fust en una gran base poligonal i en uns esgraons de planta circular i poligonal.
La part més interessant de la creu és el nus o llanterna, situat entre el fust (o arbre poligonal) i la creu. És l'element del conjunt decorat amb elements figuratius: vuit personatges, molt malmesos i de difícil identificació, ocupen cadascuna de les vuit cares del nus, col·locats sota petits arcs de mig punt. Podria tractar-se d'un tema que al·ludís al pelegrinatge.

## Història
La creu de terme del Santuari de Pinós, col·locada davant mateix del Santuari i de l'hostal i al peu d'una cruïlla de camins (el de Pinós i Vallmanya al Santuari, el camí de Torà i Ardèvol al Santuari i el de Cardona al Santuari)